# Comunità montana Due Laghi, Cusio Mottarone e Val Strona
La Comunità montana Due Laghi, Cusio Mottarone e Val Strona è stata una comunità montana del Piemonte. 

## Storia
La comunità montana è stata istituita nel 2010 accorpando i comuni della Comunità montana Cusio Mottarone, della Comunità montana Dei Due Laghi,  e della Comunità montana dello Strona e Basso Toce entrambe abolite in seguito all'accorpamento disposto dalla Regione Piemonte nel 2009. Comprendeva il comprensorio montano che raccoglie 25 comuni compresi tra il Lago Maggiore, il Mottarone e il Lago d'Orta.  
Suo scopo principale era quello di favorire lo sviluppo della valle e dei comuni coinvolti nella salvaguardia del patrimonio ambientale e culturale proprio. La sede legale della Comunità montana si trovava ad Armeno mentre la sede operativa e gli uffici erano ad Omegna. 
L'ente è stato soppresso, insieme alle altre comunità montane del Piemonte, con la Legge regionale 28 settembre 2012, n. 11 e ad essa sono subentrate, per quanto riguarda la provincia del Verbano-Cusio-Ossola, le unioni montane "della Valle Strona e delle Quarne" e "del Cusio e del Mottarone".

## Territorio

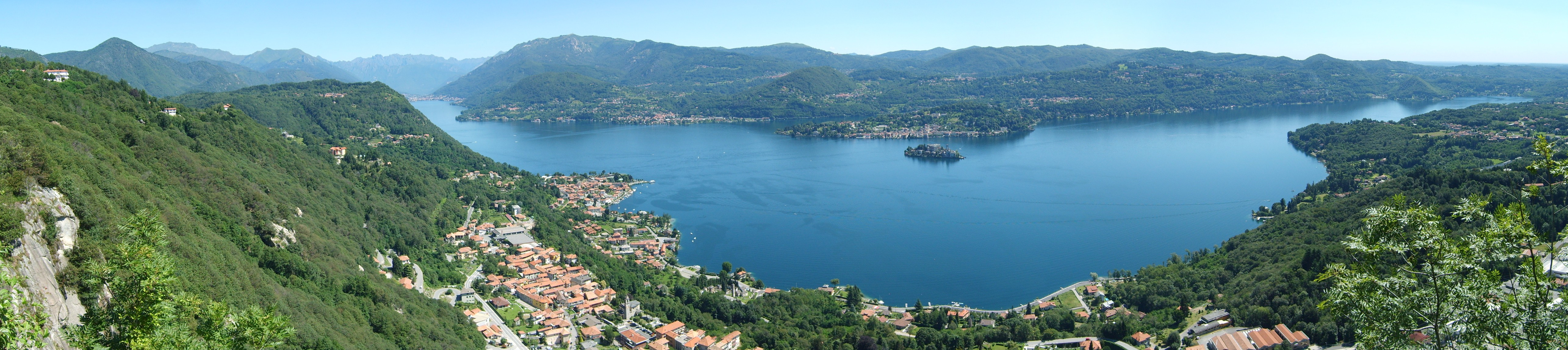
Il lago d'Orta e il Mottarone

I comuni membri erano: Ameno, Armeno, Arola, Baveno, Brovello-Carpugnino, Casale Corte Cerro, Cesara, Colazza, Germagno, Gignese, Gravellona Toce, Loreglia, Madonna del Sasso, Massino Visconti, Massiola, Miasino, Nebbiuno, Nonio, Omegna, Pisano, Quarna Sotto, Quarna Sopra, San Maurizio d'Opaglio, Stresa, Valstrona.